# Weston, Pennsylvania
Weston är en ort i Luzerne County i delstaten Pennsylvania, USA.